# آنابل والیس
آنابل فرانسیس والیس (انگلیسی: Annabelle Wallis؛ زادهٔ ۲۵ سپتامبر ۱۹۸۴) هنرپیشه اهل انگلستان است. والیس در سریال درام تودورها (۲۰۱۰–۲۰۰۹)، سریال درام پیکی بلایندرز (۲۰۱۶–۲۰۱۳)، فیلم فراطبیعی ترسناک آنابل (۲۰۱۴) و فیلم فراطبیعی ماجراجویانه مومیایی (۲۰۱۷)، فیلم هندی هرچه دل بگوید... و فیلم برادران گریمزبی بازی کرده‌است. جدیدترین کار وی بدخیم اثر جیمز وان است.
وی خواهرزاده ریچارد هریس بازیگر نامدار ایرلندی است.

## زندگی شخصی
والیس در شهر آکسفود، انگلستان زاده شده‌است ولی او بیشتر دوران کودکیش را در پرتغال گذراند. او در کشکایش نزدیک شهر لیسبون به مدرسه رفت. والیس به هر دو زبان انگلیسی و پرتغالی مسلط است. همچنین می‌تواند کمی فرانسوی و اسپانیایی حرف بزند.